# Señorío de La Algaba
El Señorío de La Algaba o simplemente Señorío de Algaba, fue un señorío jurisdiccional, desde su creación en 1476 por Isabel I de Castilla a Luis de Guzmán y Aponte, II señor de La Algaba, hasta la creación del Marquesado de La Algaba en 1568 favor de Francisco de Guzmán y Manrique, hijo del IV señor de La Algaba. El nombre se refiere al actual municipio de La Algaba

## Historia
Después de que La Algaba fuese reconquistada en la primavera de 1247 por Fernando III fue cedida a su hijo Fadique, pero al morir éste volvió al poder real. Posteriormente, Fernando IV cedió La Algaba, entre otros terrenos, al infante Alfonso de la Cerda mediante una carta plomada, datada en Ágreda, el 10 de agosto de 1304, tras la renuncia de éste al trono de Castilla del que había sido despojado por su tío Sancho IV. Años después, La Algaba vuelve a manos del poder real, aunque en 1336, Enrique II la cede a su criado Gonzalo Sánchez de Campaniello. De éste, pasó a manos del almirante Fernán Sánchez de Tovar, después a su hijo Rodrigo de Tovar y a la hermana de éste Elvira de Tovar. Finalmente, dichas tierras de La Algaba fueron donadas por el rey Enrique II al I conde de Niebla, Juan Alonso Pérez de Guzmán y Osorio.
El 25 de abril de 1396 otorga una carta de obligación a favor de Juan de Zúñiga, con el que previamente ha fijado unas capitulaciones matrimoniales para casar a su hija Leonor de Guzmán, por la cual hipoteca la villa de La Algaba con su jurisdicción, rentas y término para asegurar 8.000 doblas de oro.
Juan de Zúñiga no aceptó, en un primer momento, el empeño de La Algaba y el Vado de las Estacas, cuyo testamento establecía que las donaciones por él hechas se deberían constituir en mayorazgo, y, por tanto, no se podían empeñar ni hipotecar. Por esta razón se solicita licencia al Rey para que autorice el empeño de dichos lugares. El 15 de abril de 1396 se expide un Albalá por Enrique III dando licencia al Conde de Niebla para poder hipotecar los bienes de mayorazgo que él considere, en especial La Algaba y el Vado de las Estacas. El 4 de mayo de 1396 Diego González de Medina toma posesión de La Algaba.
En 1417 fallece el I señor de Béjar, no sin antes dejar unas cláusulaso donde funda mayorazgo a favor de su hijo Pedro, incluyendo entre varias posesiones el lugar de La Algaba. donación, Pedro otorga una carta de poder a favor de Salvador Sánchez de Zafra, de Alfonso de Estebañez y de Alfonso Díaz de Villacreces, para que puedan tomar posesión del lugar de La Algaba y Alaraz, una vez fallecido su padre (Diego). El 20 de octubre del mismo año otorgó otra carta de poder a favor de Juan Romero y Alfonso Díaz de Villacreces, escuderos de Diego de Zúñiga, con el mismo objetivo que la anterior. La toma de posesión de La Algaba fue efectiva el 29 de octubre. Respecto a los herederos del I conde de Niebla, seguían reclamando como suyos los lugares de La Algaba y Alaraz. 

### Dominio Guzmán
En 1440, Juan de Guzmán y Torres cambió a Juan Alonso Pérez de Guzmán, III Conde de Niebla, el señorío de La Algaba, Alaraz y El Vado de las Estacas por Medina Sidonia, convirtiéndose en I duque de Medina Sidonia.
Durante esta época ocurrió la guerra civil castellana en Sevilla, y la posibilidad de que La Algaba fuese conquista por otro noble, el I señor de La Algaba construye en 1440 la Torre de los Guzmanes para demostrar su poder, sin embargo esto serviría como aposentos para el y su cónyuge, Elvira de Guzmán y Aponte, el y todos los señores de La Algaba vivirían en el Palacio de los Marqueses de La Algaba (Calle Feria, Sevilla) 
Muere en 1475 dando todas sus posesiones a su hijo Luis de Guzmán y Aponte, II señor de La Algaba. Así sucesivamente hasta que el hijo de Luis de Guzmán y Acuña, IV señor de la Algaba se convierte en el primer marqués de La Algaba.

## Señores de La Algaba
A pesar de que Juan de Guzmán y Torres murió antes de que el municipio fuera convertido en señorío, se le concede de facto:
- Juan de Guzmán y Torres, I señor de La Algaba y II señor de Andújar (1390-1475);
- Luis de Guzmán y Aponte, II señor de La Algaba (1430-1495);
- Rodrigo de Guzmán y Ponce de León, III señor de La Algaba (1450-????);
- Luis de Guzmán y Acuña, IV señor de La Algaba (1480-????);